# سعفة السرخس

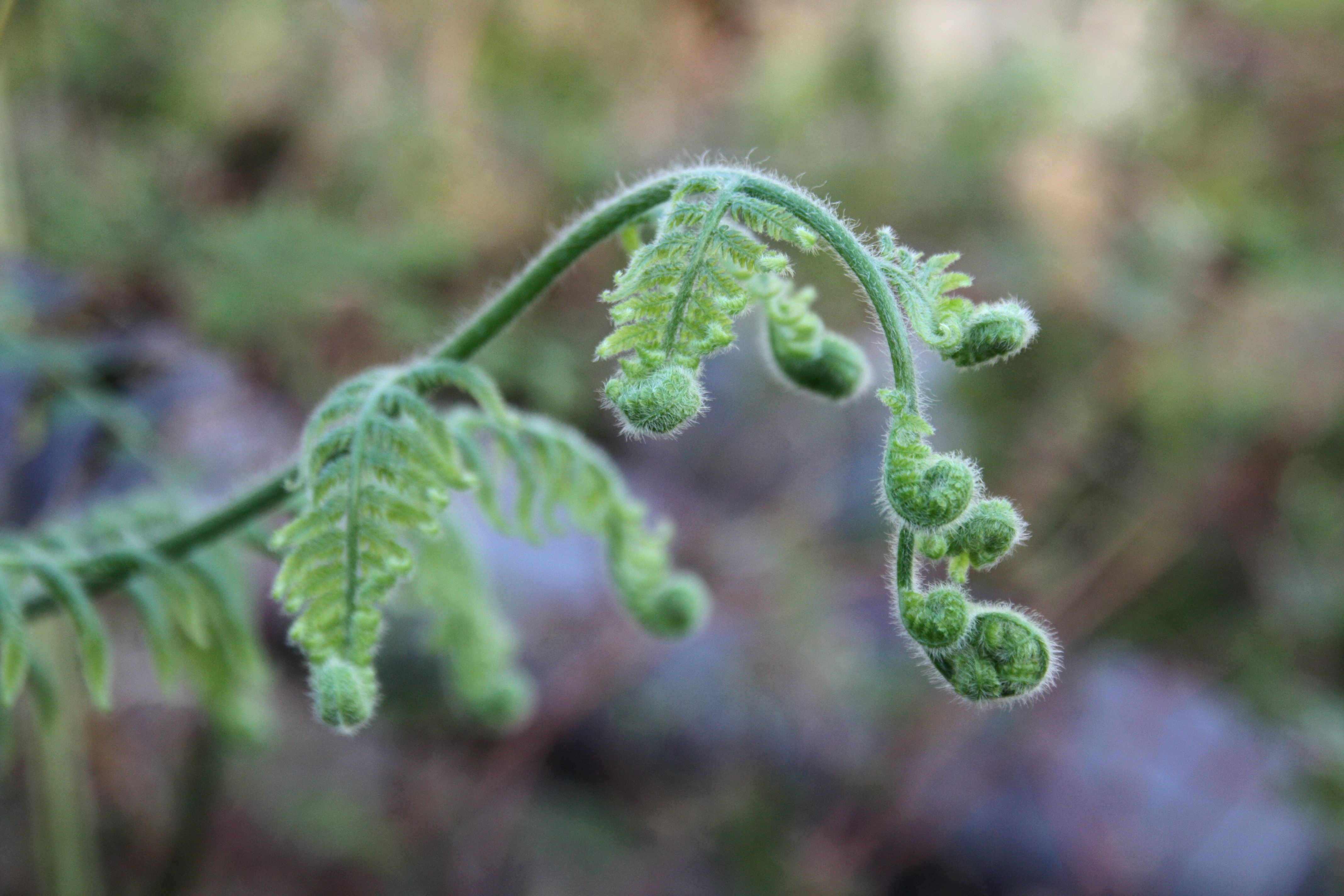
سعف السرخس المتنامي

السعفة هي ورقة كبيرة مقسمة في السرخس